# Agada (rabbijnse literatuur)
Agada (Aramees אגדה: letterlijk overlevering, vertelling ofwel traditionele kennis; meervoud agadot of (Asjkenazisch) agados) verwijst naar de homiletische en niet-legalistische exegetische teksten in klassiek rabbinale literatuur, zoals die veel in de Talmoed maar met name in de midrasjiem zijn opgetekend. In het algemeen handelen de agadot niet strikt over de interpretatie van de wetten maar bevatten ze een verzameling van folklore-elementen, met morele bespiegelingen, historische anekdotes alsmede zakelijk en medisch advies. Hierbij wordt onder andere gebruikgemaakt van allegorieën, parabels en legenden waarin onder meer wordt verwezen naar mythische wezens en buitengewone historische gebeurtenissen.
De agada is onderdeel van de mondelinge leer (תורה שבעל פה), de gezaghebbende rabbinale traditie die een uitleg geeft op de schriftelijke leer (תורה שבכתב) oftewel de Tenach. De agada vormt in dit verband een overlevering van basisprincipes van het jodendom, waarbij de nadruk wordt gelegd op het leren dan wel een uitleg op een pasoek (regel) uit de Tenach. Veel van deze overleveringen bevatten volgens de rabbijnse traditie behalve de letterlijke betekenis ook een verborgen mystieke betekenis. In het algemeen als een letterlijke interpretatie zich niet verenigt met de ratio dient deze verborgen betekenis geduid te worden.
- In de Babylonische Talmoed worden de agadot gepresenteerd middels Een Jaäkov, een compilatie van agadot voorzien van commentaar.
- Sefer Ha-Aggada (Het boek van de vertellingen) is een bijvoorbeeld een klassieke compilatie van agadot uit zowel de Babylonische als de Jeruzalemse Talmoed alsmede de midrasjiem. Dit werk werd uitgegeven door Chajiem Nachman Bialik en Jehoshoe'a Chana Ravnitzky in 1908. Zij vertaalden de oude Aramese agadot in het Hebreeuws. In 1992 verscheen de uitgave in het Engels als The Book of Legends, van William G. Braude.